# Handicar
«Handicar» es el cuarto episodio de la temporada decimoctava de la serie animada de televisión norteamericana South Park. Es el episodio número 251 de la serie y fue escrito y dirigido por el cocreador de la misma Trey Parker. Se estrenó en Estados Unidos el 15 de octubre de 2014 en el canal Comedy Central y en él se aborda la temática de los cambios en la industria del transporte a través de las aplicaciones tecnológicas y los nuevos conceptos en movilidad.
Timmy busca recursos para su campamento de verano y los consigue a través de su novedosa idea «Handicar» que es un sistema de transporte a través de un aplicativo para teléfonos móviles. Para conseguir sus objetivos, Timmy tendrá que sortear muchos obstáculos puesto que sus antagonistas, Nathan y Mimsy, intentarán que su empresa fracase.

## Trama

### Sección 1
El episodio comienza a la salida del cinema de South Park donde se encuentran Gerald y Sheila Broflovski (padres de Kyle) con Stephen y Linda Stotch (padres de Butters). Stephen le recomienda a Gerald que en lugar de utilizar taxi o manejar su vehículo descargue a su celular una nueva aplicación llamada Handicar para solicitar un servicio de transporte más barato y cómodo. Este servicio es operado por Timmy Burch, quien busca recaudar fondos para el campamento de verano. Pero en el episodio existe un antagonista de Timmy: "Nathan", que no quiere ir al campamento y decide boicotear al Handicar.
Varias personas del pueblo se ven perjudicadas por las nueva forma de transporte (taxistas y vendedores de vehículos de alto consumo de combustible) y hacen una reunión en el centro comunitario del condado para expresar su preocupación. A esta reunión llega Nathan y los instiga a atacar físicamente a Timmy quien es el máximo representante de las nuevas formas de transporte en el pueblo. El ataque tiene lugar durante la noche cuando tres taxistas irrumpen en el cuarto de Timmy y lo golpean en sus piernas, lo cual no le genera ningún perjuicio por ser discapacitado.
Ante la torpeza de los transportistas, Nathan cambia de estrategia y se comunica con Timmy para sugerirle que contrate asistentes para cubrir la alta demanda de sus servicios. El plan de Nathan es ingresar al servicio de Handicar y desprestigiarlo acosando sexualmente a sus usuarios. Pero este plan también fracasa pues en su primer intento Nathan es acosado sexualmente por uno de los usuarios de Handicar. Mientras todo esto pasa, el negocio se expande velozmente en el pueblo debido a que muchas personas ingresan en la prestación de este nuevo servicio de transporte.

### Sección 2
En un evento auspiciado por Tesla Motors los asistentes preguntan a su presidente Elon Musk acerca del impacto que está teniendo Handicar. Preocupado Musk hace una reunión con sus ejecutivos, en dicha reunión se encuentra Nathan quien le propone desprestigiar a Handicar con una carrera de Autos Locos (Wacky Racers). Timmy no está seguro de participar en la carrera, pero sus compañeros de Handicar lo convencen de hacerlo.

### Sección 3
Los competidores en la carrera de Autos Locos hay un Lyft car; un Zipcar conducido por Matthew McConaughey; un taxi convencional conducido por un ruso enojado; una camioneta Hummer conducido por un vendedor de vehículos; un Tesla D conducido por Elon Musk, Nathan y Mimsy y modificado con algunas tecnología que son parodia del convertible del Professor Pat Pending de los Autos Locos; un auto rosado con llantas cuadradas conducido por la actriz canadiense Neve Campbell parodia otro personaje de los Autos Locos llamado Penelope Pitstop, impulsado por flatulencias vaginales; Timmy en su Handicar; un auto japonés auto conducido y los personajes de los Autos Locos Pierre Nodoyuna y Patán (Dick Dastardly y Muttley). Los residentes de South Park siguen en vivo la transmisión de esta carrera desde sus hogares.
El objetivo de la carrera es recoger a una pasajera (Dotty Applegate) y llevarla hasta la meta. Durante el desarrollo de la competición ocurren numerosos incidentes (explosiones, choques, accidentes, etc.) que van dejando fuera a los diferentes competidores mientras un locutor de la cadena BBC Mundo va narrando los sucesos. Al final, Timmy resulta ganador con su Handicar y le vende los derechos del mismo a Elon Musk de Tesla por 2.3 mil millones de dólares que son donados para el próximo campamento de verano. 
El capítulo finaliza en casa de Nathan, quien decide hablar directamente con su mamá para informarle que no desea ir al campamento de verano. Sin embargo, esta finge no entenderlo por ser discapacitado, pero en realidad no desea perder unas vacaciones en Italia que tiene planeadas con su esposo.

## Producción
Handicar es un episodio de South Park con un guion y una producción atípicos. En primer lugar, en ninguna escena intervienen los protagonistas habituales de la serie. Además no presenta la narrativa corriente de los demás episodios e incluso el desenlace se produce al estilo de los dibujos animados de Hanna-Barbera de finales de los años 60 llamados “Autos Locos”. 

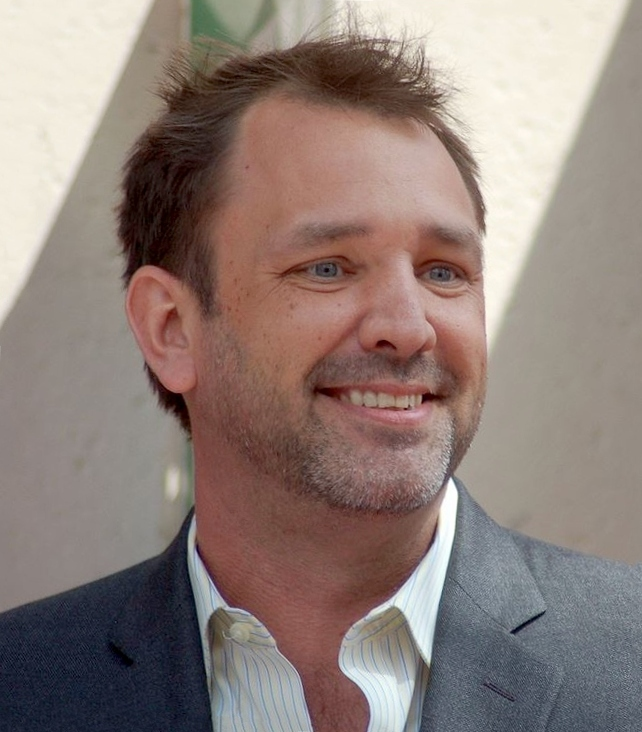
Trey Parker, cocreador de la serie

A esto se suma el hecho de que todo el guion gira en torno a unos personajes secundarios llamados “Nathan y Mimsy” que también son una parodia de otros personajes de una animación antigua de los Looney Toonz llamados Rocky and Mugsy. Esta combinación de diferentes personajes y estilos de dibujos animados hace que el episodio resulte poco convencional.
Los cocreadores de la serie quisieron abordar como tema central las transformaciones en el servicio de transporte debido a la aparición de formas alternativas como Uber y Lyft. Para lograr este objetivo, se utilizó como protagonista a Timmy, quien habitualmente es un personaje de reparto y que tiene una personalidad optimista y cordial, gracias a la cual presta un excelente servicio a los usuarios de Handicar.
Para enriquecer la trama, se utilizaron personajes antagonistas: Nathan y Mimsy. Estos personajes ya habían intervenido en un capítulo séptimo de la temporada XIV llamado Verano minusválido  (Crippled Summer) y un poco más atrás, Nathan había debutado en el tercer episodio de la temporada VIII llamado: Contra los esteriodides (Up the Down Steroid). Todo el desenlace es una recreación de un episodio típico de la serie de dibujos “Autos Locos” donde se mezclan la aventura y el humor, combinando los dibujos animados antiguos y modernos de una manera sintética.
En algunos segmentos del episodio se utilizan argumentos típicos de South Park como el de los niños actuando como seres más racionales que los adultos, además de algunos estereotipos étnicos, como en el caso de los taxistas.

### Personajes

#### Habituales y no debutantes
| Personaje         | Roll                 | Debut                                    |
| ----------------- | -------------------- | ---------------------------------------- |
| Timmy Burch       | Estudiante 4º        | El Hada de los dientes 2000              |
| Nathan            | Antagonista          | Contra los esteroides                    |
| Mimsy             | Antagonista          | Verano minusválido                       |
| Stephen Stotch    | Padre de Butters     | El gallinofilo                           |
| Linda Stotch      | Madre de Butters     | La estrambótica aventura de abuso sexual |
| Gerald Broflovski | Padre de Kyle        | Paco el flaco                            |
| Sheila Broflovski | Madre de Kyle        | Muerte                                   |
| Randy Marsh       | Padre de Stan        | Volcán                                   |
| Sharon Marsh      | Madre de Stan        | Un elefante hace el amor con una cerda   |
| Stuart McCormick  | Padre de Kenny       | Muerte                                   |
| Consejero Steve   | Campamento de verano | Verano minusválido                       |

#### Debutantes
| Personaje                        | Roll                                         |
| -------------------------------- | -------------------------------------------- |
| Matthew McConaughey              | Actor                                        |
| Elon Musk                        | Presidente de Tesla Motors                   |
| Apestoso (Muttley)               | Personaje de "Los autos locos" (Wacky Races) |
| Pierre Nodoyuna (Dick Dastardly) | Personaje de "Los autos locos" (Wacky Races) |
| Taxista Ruso                     | Taxista                                      |
| Taxista musulmán                 | Taxista                                      |
| Dotty Applegate                  | Pasajera                                     |
| Sr. Stevenson                    | Vendedor de camionetas Hummer                |

### Locaciones
| Locación                            | Utilización        | Primera aparición              |
| ----------------------------------- | ------------------ | ------------------------------ |
| Cinema Bijou                        | Teatro             | Las Bolas Saladas de Chocolate |
| Centro comunitario del Condado Park | Centro comunitario | Pelea de inválidos             |
| Residencia Burch                    | Residencia         | Timmy 2000                     |
| Residencia Broflovski               | Residencia         | Muerte                         |
| Residencia de Nathan                | Residencia         | Handicar                       |
| Food 4 Little                       | Comercio           | Handicar                       |
| Thrift or Less                      | Comercio           | Handicar                       |
| Pista de carreras de autos locos    | Carrereta          | Handicar                       |

## Temática y referencias culturales

### Temática principal

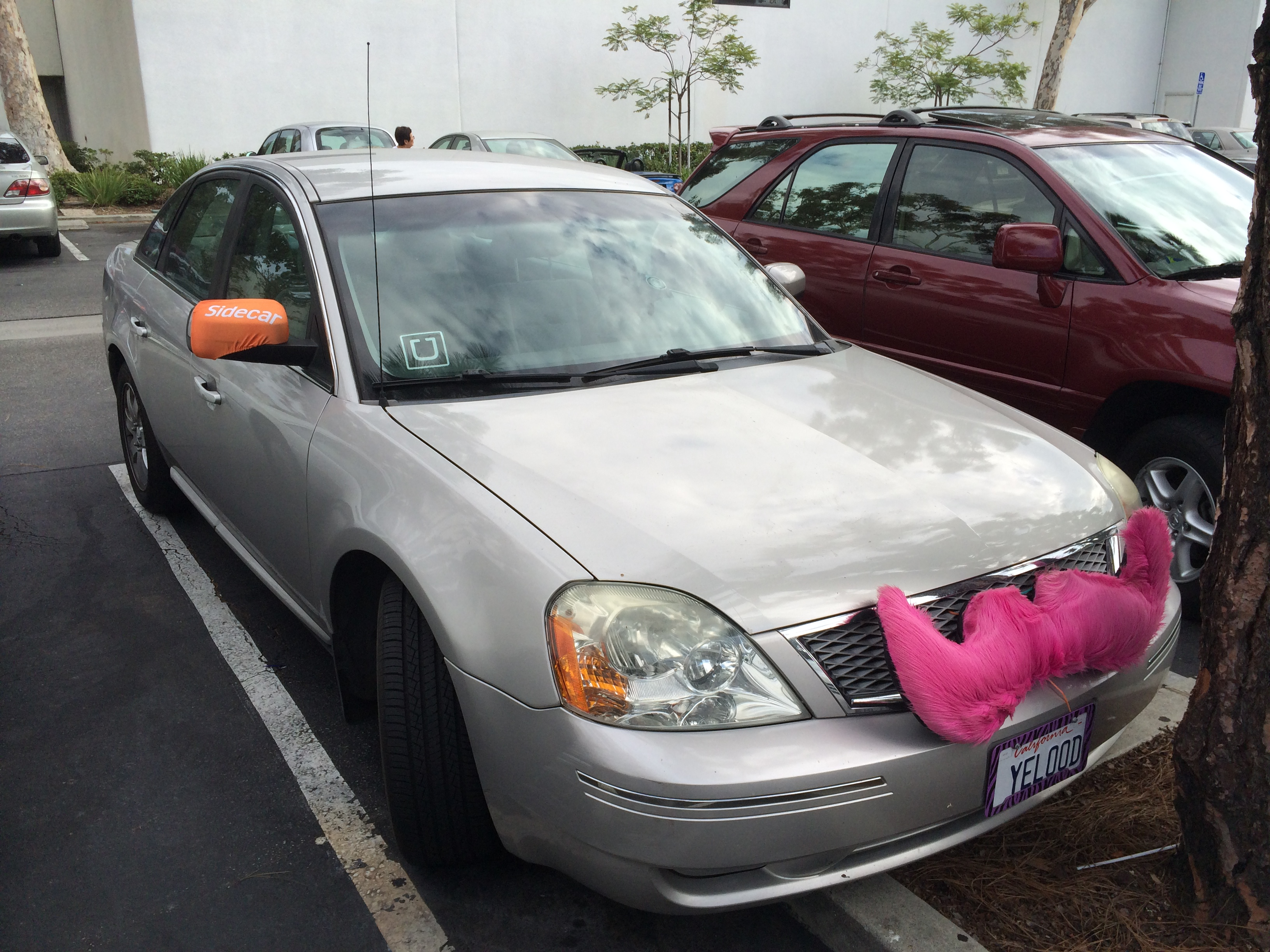
Un vehículo del sistema de transporte Lyft

Este episodio presenta una sola temática: la búsqueda de recursos para el campamento de verano de Timmy a través de un servicio alternativo de transporte llamado Handicar. Detrás de este argumento subyace la crítica a sistemas tradicionales de transporte tales como los taxis, los automóviles de alto consumo de combustible (que en el capítulo son representados por las camionetas Hummer) e incluso los autos eléctricos. 

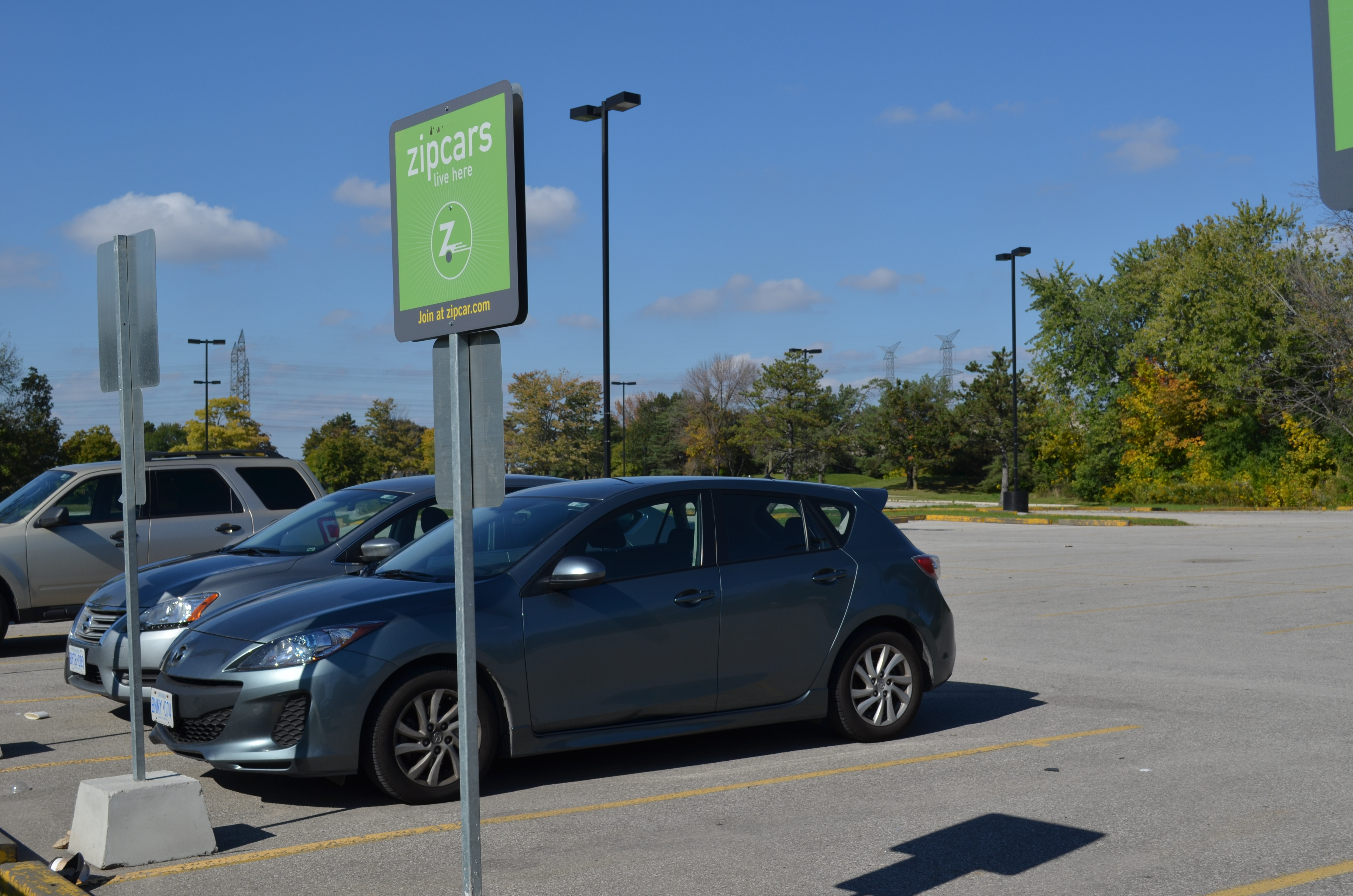
Vehículos de Zipcars

El servicio que presta Timmy permite a sus usuarios desplazarse cómodamente mientras leen un libro, consultan su celular, cantan una canción, toman una copa de vino o simplemente hablan con sus compañeros de viaje. En definitiva, se propone una nueva forma de transporte más lúdica y humana, enfocada en las personas y no en el vehículo. En contraste, el transporte público tradicional genera una mala experiencia a sus usuarios que deben soportar olores nauseabundos, mal trato de los transportadores y peligrosas formas de conducción.
Cuando los preocupados taxistas y vendedores de vehículos se reúnen por la disminución del número de sus usuarios debido al sistema Handicar, Mimsy les dice: “por qué no limpian y mejoran sus autos y así intentan ser más gentiles para poder competir con la popularidad del mercado que tiene el Handicar. De esta forma los creadores de la serie exponen su punto de vista respecto del tema de fondo del capítulo.
El Handicar es una simple silla de ruedas eléctrica que arrastra un vagón infantil con una cómoda mesa de restaurante en medio y que recoge cordialmente a sus clientes a través de la aplicación móvil. Los usuarios se divierten mientras utilizan este servicio e incluso el personaje de Stephen Stotch dice: “es el futuro de los medios de transporte”.
Por esta razón, los creadores de la serie prefieren que triunfe el Handicar en la competición de Autos Locos, pues lo que proponen en el episodio no es un nuevo vehículo de transporte sino una nueva experiencia de transporte.

### Referencias culturales

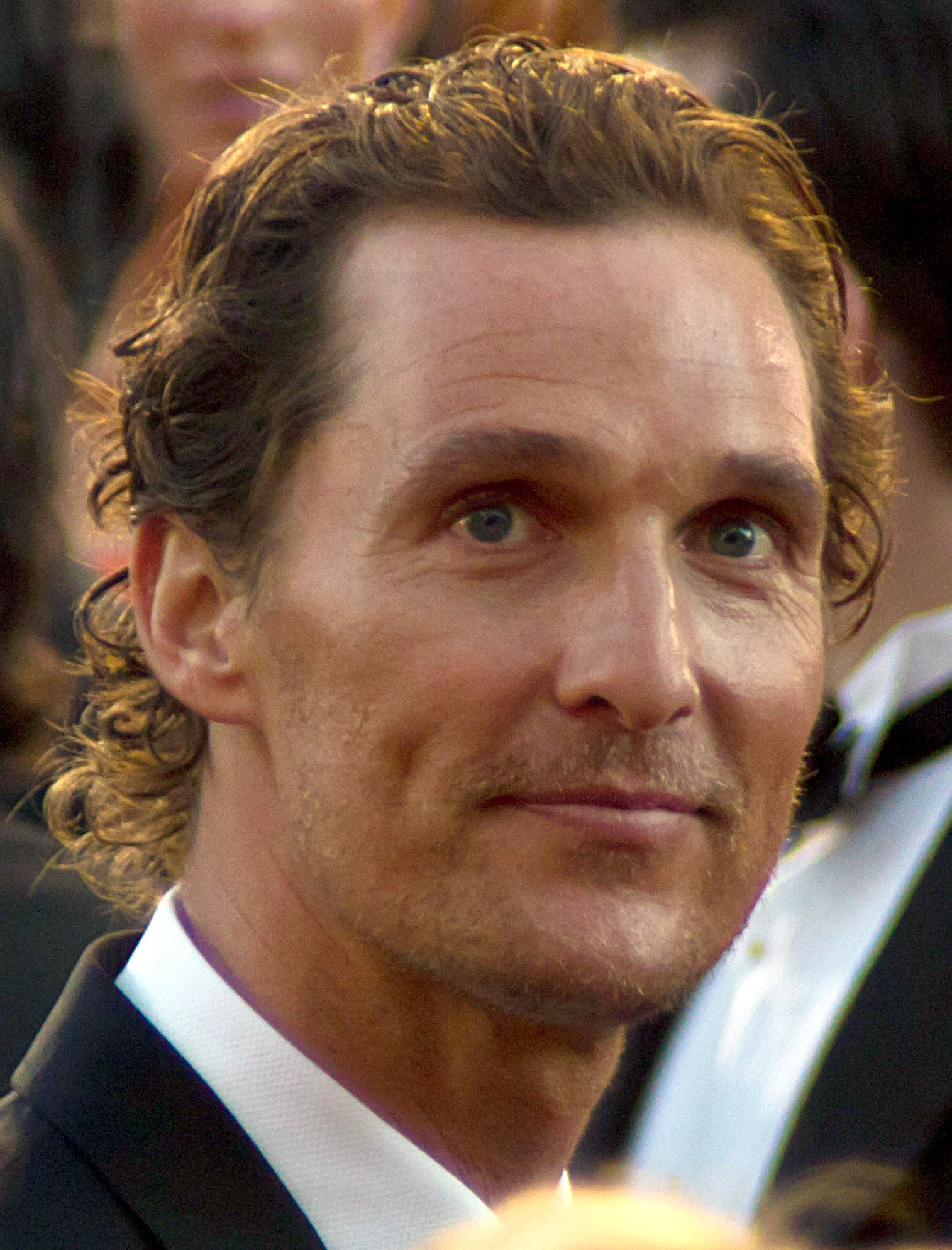
El actor norteamericano Matthew McConaughey

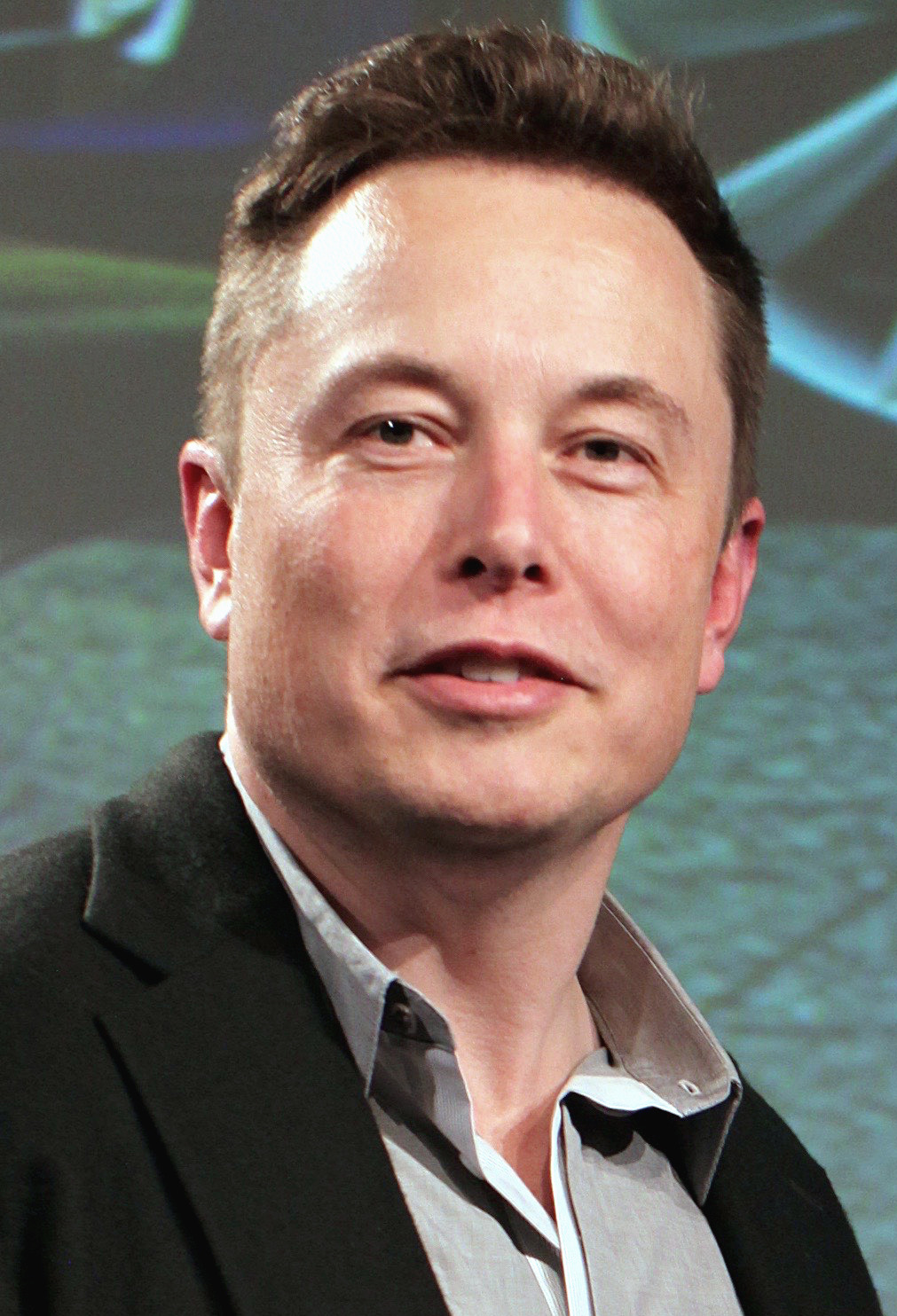
Elon Musk, presidente de Tesla Motors